# Distretto di Congas
Il distretto di Congas è un distretto del Perù nella provincia di Ocros (regione di Ancash) con 1.215 abitanti al censimento 2007 dei quali 839 urbani e 376 rurali.
È stato istituito il 13 dicembre 1943.